# 小行星7267
小行星7267（英語：7267 Victormeen）是一颗围绕太阳公转的小行星。1943年2月23日，利斯·奧特瑪在图尔库发现了此天体。
这颗小行星的绝对星等为129.8262548285428等。